# Lecanora pulicaris
Lecanora pulicaris är en lavart som först beskrevs av Christiaan Hendrik Persoon, och fick sitt nu gällande namn av Erik Acharius. Lecanora pulicaris ingår i släktet Lecanora och familjen Lecanoraceae.  Arten är reproducerande i Sverige. Inga underarter finns listade i Catalogue of Life.

## Bildgalleri

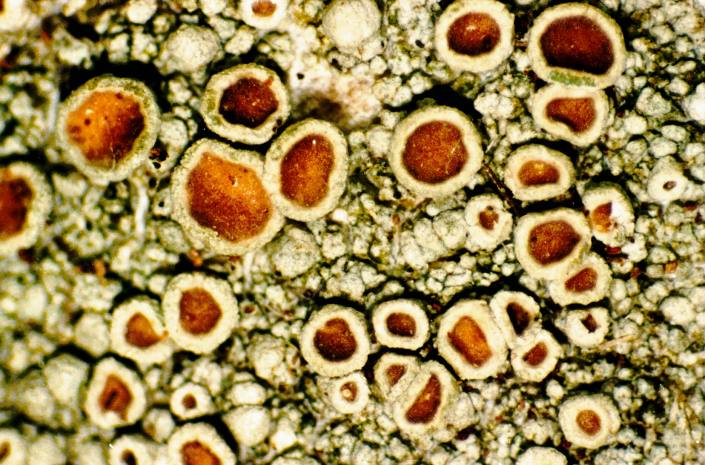
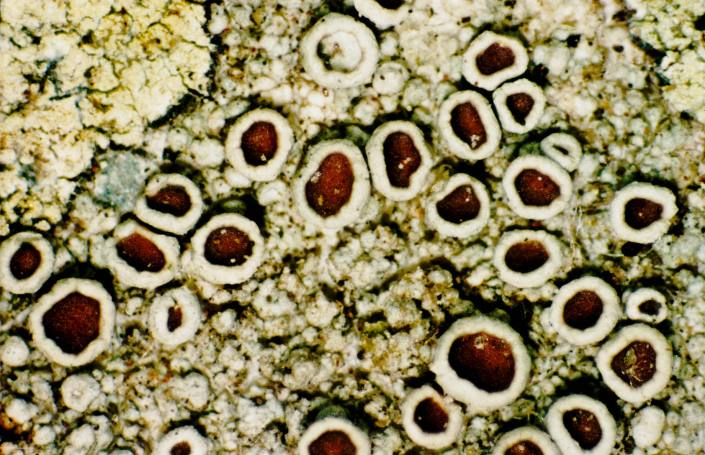
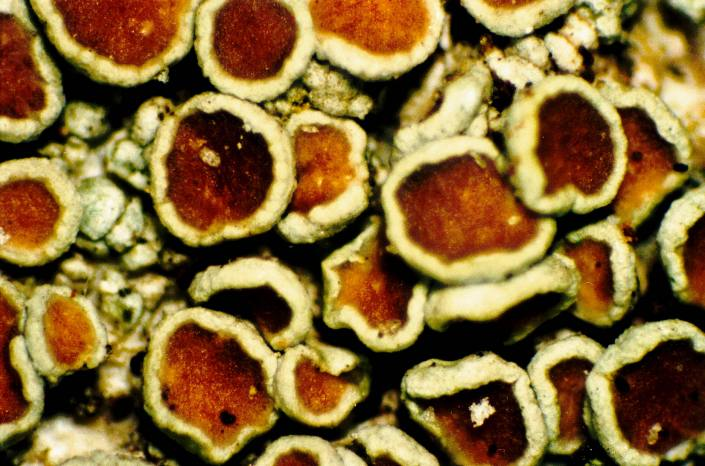
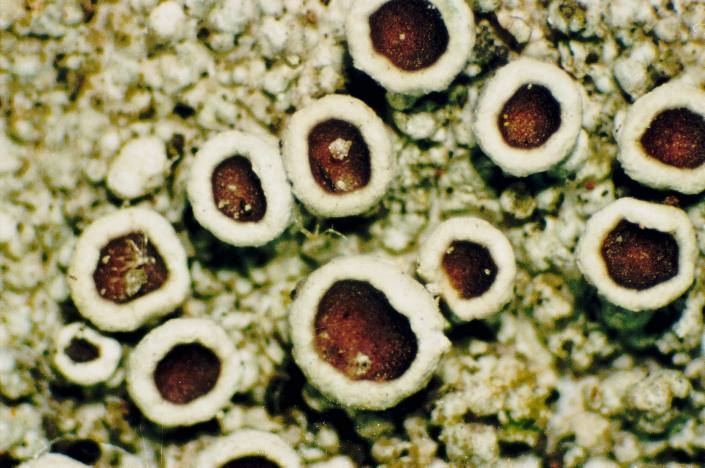
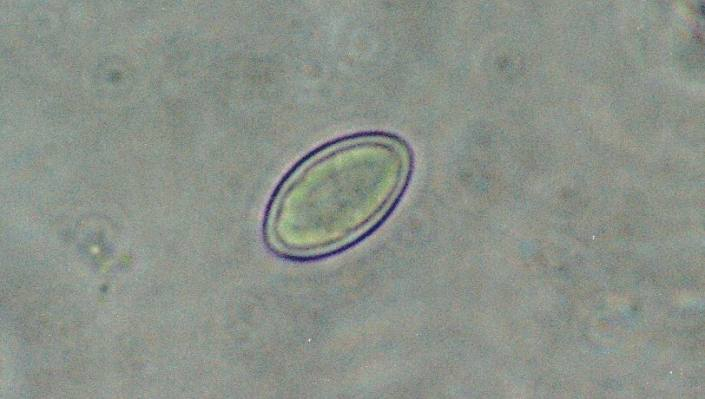
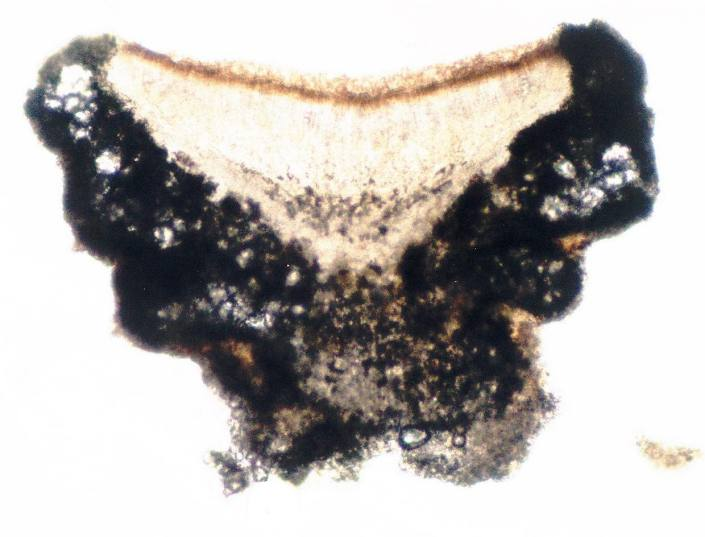
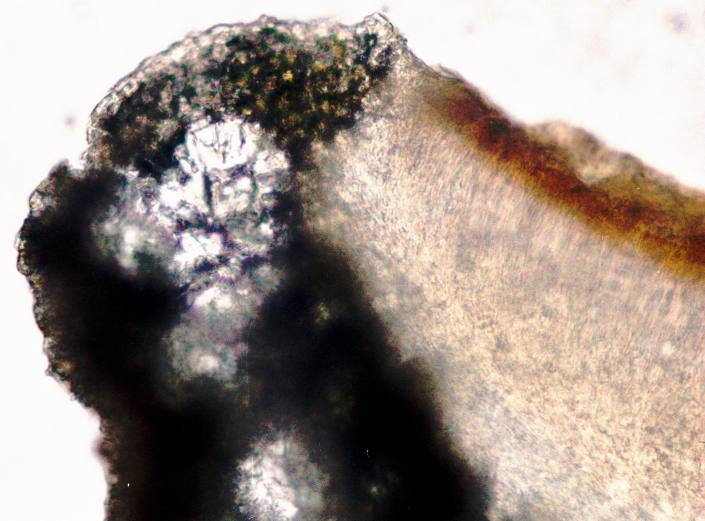
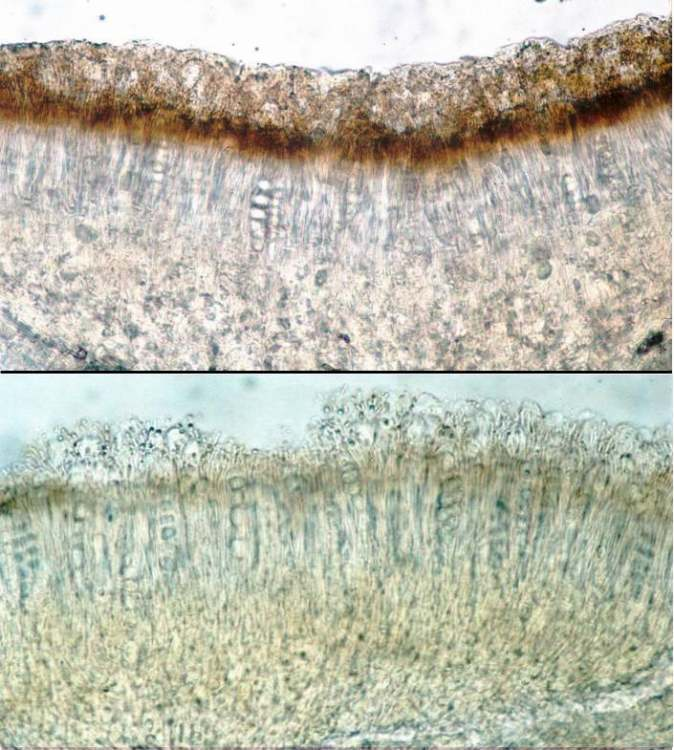
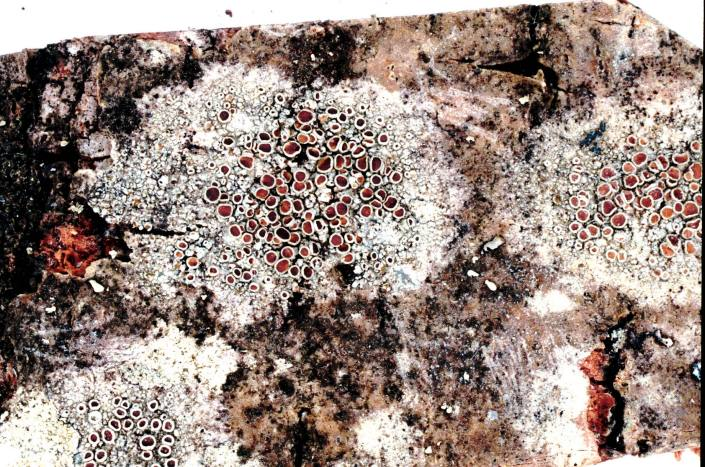